# Friedrich Wilhelm Heinrich Hollstein
Friedrich Wilhelm Heinrich Hollstein (Berlijn, 1888 - Amsterdam, 1957) was een handelaar in prenten en tekeningen in het Berlijn van vóór de Tweede Wereldoorlog. 
De omstandigheden dwongen Hollstein om Duitsland in 1937 te verlaten, waarop hij zijn toevlucht zocht in Nederland en naar Amsterdam verhuisde. 
Zoals veel serieuze handelaars, documenteerde hij vlijtig de voorwerpen waarin hij geïnteresseerd was. De uitgever Menno Hertzberger gaf uiteindelijk de eerste delen uit gebaseerd op het onderzoek van Hollstein: uit 1949 dateert F.W.H. Hollstein's Nederlandse en Vlaamse etsen, gravures en houtsneden ca. 1450-1700, en vanaf 1954 de parallelreeks Duitse gravures, etsen en houtsneden ca. 1400-1700. Tot 2020 is het aantal gepubliceerde delen in de Hollstein- en New Hollstein-series totaal meer dan driehonderdvijftig.

## Links
- Biografische gegevens bij het RKD-Nederlands Instituut voor Kunstgeschiedenis
- De Hollstein serie